# Evento de fútbol en los Juegos del Pacífico 2019
El Evento de fútbol en los Juegos del Pacífico 2019 se llevó a cabo del 8 al 20 de julio en Apia, Samoa. El torneo masculino a diferencia de la edición anterior se jugó con selecciones mayores a excepción de Nueva Zelanda que mandó a su equipo olímpico.

## Resultados
| Evento    | Oro | Plata | Bronce |
| --------- | --- | --- | --- |
| Masculino | Nueva Zelanda Cameron Brown Jordan Spain Sean Liddicoat Robert Tipelu Billy Jones Dane Schnell Ollie Whyte Lachie McIsaac Logan Rogerson Seth Clark Jake Porter Conor Tracey Jackson Brady Jorge Akers Ihaia Delaney Stafford Dowling Sean Cooper Dylan de Jong Byron Heath Ellis Hare-Reid                                                   | Nueva Caledonia Rocky Nyikeine Jorys Mène Joseph Tchako Louis Ukajo Mickaël Tiaou Cédric Sansot Joël Wakanumuné Richard Sele Jean-Philippe Saïko César Zeoula Bertrand Kaï Jekob Jeno Jacques Wamytan Didier Simane Cédric Decoire Mickaël Ulile Jean-Christ Wajoka Emile Béaruné Nathanaël Hmaen Jean-Gilles Hnamuko Willy Wahéo Stéphane Tein-Padom Geordy Gony    | Fiyi Simione Tamanisau Kavaia Rawaqa Remueru Tekiate Zibraaz Sahib Dave Radrigai Setareki Hughes Roy Krishna Nicholas Prasad Tito Vodowaqa Kishan Sami Malakai Rakula Samuela Drudru Ame Votoniu Isikeli Ratucava Patrick Joseph Laisenia Raura Peni Tuigulagula Savenaca Baledrokadroka Christopher Wasasala Beniamino Mateinaqara Rusiate Matarerega            |
| Femenino  | Papúa Nueva Guinea Fidelma Watpore Betty Sam Faith Kasiray Dorcas Sesevo Lucy Maino Joelyne Aimi Michaella Kurabi Georgina Bakani Asaiso Gossie Margret Joseph Sandra Birum Rayleen Bauelua Yvonne Gabong Serah Tamgol Deslyn Siniu Marie Kaipu Ramona Padio Lydia Kose Shalom Waida Meagen Gunemba Selina Unamba Gloria Laeli Gloria Balamus | Samoa Epi Tafili Alisa Tuatagaloa Patricia Aoelua Jecky Toma Tiare Tuimavave Maddy Ah Ki Moreva Mauma Ronisa Lipi Rivalina Fuimaono Hana Malo Vaga Sina Sataraka Hazel Peleti Renee Atonio Suitupe Tafafa Torijan Lyne-Lewis Mariah Bullock Lianna Soifua Matalena Daniells Melesete Aia Caitlin Pritchard Vineta Faleaana Semeatu Lemana Talaesea Mulitalo Fogapapa | Fiyi Anaseini Maucuna Annette Nainima Ledua Senisea Naomi Waqanidrola Joyce Naceva Cema Nasau Koleta Likuculacula Aliza Hussein Asilika Gasau Luisa Tamanitoakula Jotivini Tabua Adi Bakaniceva Veniana Ranadi Unaisi Tuberi Sekola Waqanidrola Sofi Diyalowai Viniana Riwai Silina Qarawaqa Timaima Vuniyayawa Maca Ralagi Lora Bukalidi Viniana Buke Maria Parr |

## Medallero
| # | País               | Medalla de oro | Medalla de plata | Medalla de bronce | Total |
| - | ------------------ | -------------- | ---------------- | ----------------- | ----- |
| 1 | Nueva Zelanda      | 1              | 0                | 0                 | 1     |
| 1 | Papúa Nueva Guinea | 1              | 0                | 0                 | 1     |
| 3 | Nueva Caledonia    | 0              | 1                | 0                 | 1     |
| 3 | Samoa              | 0              | 1                | 0                 | 1     |
| 5 | Fiyi               | 0              | 0                | 2                 | 2     |